# Eclipse lunar de 18 de agosto de 2016
| Eclipse Lunar Penumbral 18 de agosto de 2016 | Eclipse Lunar Penumbral 18 de agosto de 2016 |
| --- | -------------------------------------------- |
| A Lua cruzando a extremidade norte da borda da região da penumbra terrestre, de oeste para leste (da direita para a esquerda), fazendo com que o eclipse fosse imperceptível. |                                              |
| Saros (e membro) | 109 (72 de 72)                               |
| Sequência de eclipses lunares |                                              |
| Anterior | 23 de março de 2016                          |
| Próximo | 16 de setembro de 2016                       |
| Duração |                                              |
| Penumbral | 17 min 57 seg                                |
| Fases e Horários do Eclipse |                                              |
| P1 | 9:25 UTC                                     |
| Máximo | 9:42                                         |
| P4 | 9:59                                         |

O eclipse lunar de 18 de agosto de 2016 foi um eclipse penumbral, o segundo de três eclipses lunares do ano. Teve magnitude penumbral de 0,0170.
A Lua cruzou a extremidade norte no limite da faixa de penumbra, em torno do cone de sombra da Terra, em nodo descendente, dentro da constelação de Capricórnio, próximo à fronteira com Aquário. 
Neste caso, pelo fato do disco lunar ter passado "de raspão", apenas na extremidade ou no limite da penumbra da Terra (não ultrapassou cerca de 0,25% da superfície lunar coberta pela penumbra), ele não sofreu praticamente nenhuma alteração visual quanto ao brilho ou ao escurecimento da Lua, ocorrendo apenas uma mínima redução no brilho lunar, apenas no polo sul do satélite. Dessa forma, o eclipse teve duração breve (não mais do que 18 minutos), sendo visivelmente imperceptível.

## Série Saros
Eclipse pertencente ao ciclo lunar Saros de série 109, sendo este o último do total de 72 eclipses, marcando o fim desta série. O eclipse anterior da série foi em 8 de agosto de 1998, o qual a penumbra também passou na extremidade da Lua, com duração do eclipse em alguns minutos.

## Visibilidade
Foi visível no Pacífico, Austrália e grande parte das Américas.
| Região do planeta onde o eclipse foi visível durante o máximo da totalidade - 9:42 UTC. O Oceano Pacífico obteve a melhor observação do evento, de onde foi visível à meia-noite, apesar de seu breve e imperceptível eclipse. |